# COSPA
COSPA（日語：株式会社コスパ）是位于日本东京都涩谷区的一家以销售动漫Cosplay服装以及动漫周边的株式会社。是生产和销售动漫、漫画和游戏的版权所有者正式授权的官方cosplay服装、服饰、杂货和角色商品业务。Cospa这个名称来自“Contents Communication Service Partner”的首字母缩写词（コンテンツ・コミュニケーション・パートナー）。

## 品牌发展
2005年4月，COSPA对品牌结构进行了审查，将其分为六个系统。
截至2021年，COSPA内部分出了：COSPA（日語：コスパ）、二次元COSPA（日語：ニジゲンコスパ）、COSPATIO（日語：コスパティオ）、TRAnTRip（日語：トラントリップ）的四家不同销售的品牌。
- COSPA：主打角色商品及服装。
- 二次元COSPA：主打为核心用户提供的角色商品周边和服装，如萌系产品。
- COSPATIO：主打服装以及Cosplay（曝光措施、自己制作的挂件）
- TRAnTRip：主打用于派对和其它场合的奇装异服的套装。
- COSPA LOViT：视觉艺术用品、杂物和玩具产品。
- RESINYA！：人物的迷你服装，车库套件，玩偶和娃娃的迷你服装。